# Reflection Eternal
Reflection Eternal ist ein US-amerikanisches Hip-Hop-Duo bestehend aus Talib Kweli und Hi-Tek.

## Geschichte
Die beiden Künstler lernten sich bei der Arbeit zu Hi-Teks Mixtape Hustle on the Side kennen. Kurz darauf erschienen sie 1997 gemeinsam auf dem Titel Industry Lies von Moods Debütalbum Doom. Im selben Jahr unterschrieben Kweli und Hi-Tek bei dem neu gegründeten Hip-Hop-Label Rawkus Records und führten auf dem Sampler Rawkus Records Soundbombing erstmals ihren Bandnamen Eternal Reflection ein.
1998 arbeitete Kweli mit Mos Def an dem gemeinsamen Album Black Star, das sie als Duo unter dem Namen Black Star veröffentlichten. Hi-Tek steuerte zu Black Star die Produktion von einigen Songs bei.
Zwei Jahre später kamen Kweli und Hi-Tek wieder zusammen. Diesmal um endlich das erste gemeinsame Album Train of Thought zu produzieren. Nach Train of Thought widmeten sich beide Künstler wieder stärker ihren Solo-Karrieren und um Reflection Eternal wurde es ruhiger.
2008 kündigten sie an, an einem zweiten gemeinsamen Album arbeiten zu wollen. Revolutions Per Minute erschien am 18. Mai 2010.

## Diskografie
- 2000: Train of Thought
- 2010: Revolutions Per Minute